# Васил Колевски
Васил Ламбрев Колевски е български литературовед, доктор на филологическите науки.

## Биография
Роден е на 6 март 1925 г. в село Яврово, Станимашко, област Пловдив. Завършва прогимназия в родното си село, а гимназия през 1945 г. в Асеновград. През 1943 г. става член на РМС (Работнически младежки съюз). От октомври 1945 до април 1946 г. работи в околийския комитет на РМС в гр. Девин. През 1946-1948 изкарва военна служба в НШЗО (Народна школа за запасни офицери) в град София.
През 1948-1951 г. завършва Софийския университет „Св. Климент Охридски“, специалности руска и българска филология. През 1952-1955 г. е аспирант по руска литература в Московския държавен университет „Михаил Ломоносов“. Там защитава дисертация върху Маяковски.
От 1955 до 1964 г. работи като сътрудник на ЦК на БКП по въпросите на художествената литература. В периода 1964-1968 г. е ректор на ВИТИЗ и преподавател по съветска литература в същия институт. След 1964 г. е старши научен сътрудник в Института за литература при БАН, където през 1972 г. е избран за професор. През 1968 г. защитава в Института за световна литература в Москва докторска дисертация с книгата си „Патосът на октомври, Съветската литература в българския пролетарски и антифашистки печат през 1917-1943“ (С., изд. на БАН, 1967). През 1975 г. е назначен за директор на Института по руски език и литература при БАН до 1977 година, когато институтът се закрива.
През 1990 г. се пенсионира като професор в Литературния институт при БАН.
Колевски е член на БКП (БСП) от 1949 г. Взема активно участие в литературния и обществения живот.
Бил е редактор, а по-късно и главен редактор на списание „Болгарская русистика“; председател на Дружеството на русистите в България и вицепрезидент на МАПРЯЛ (Международна асоциация на преподавателите по руски език и литература); в продължение на 15 години — заместник главен редактор на списание „Пламък“; редактор е на вестник „Мисъл“ от създаването му.
Умира на 93-годишна възраст на 25 май 2018 г.

## Творчество
Автор е на 34 книги и на повече от 800 публикации на български, руски, немски и други езици. Трудовете му са посветени на проблемите в българската и руската литература; българо-руските културни и литературни взаимоотношения; литературната теория; литературата и обществения живот и др.
Превел е от руски историята на древните българи от Бахши Иман – „Джагфар тарихи“ (Историята на Джагфар), както и комедията на Владимир Маяковски „Баня“. Именно с постановката на тази комедия се открива новосъздаденият тогава Сатиричен театър „Сълза и смях“.

## Отличия
Професор Колевски е лауреат на Димитровската награда на международната фондация „Георги Димитров“; кавалер на ордена на СССР „Дружба народов“ и на медала „А. С. Пушкин“; носител на наградата на Съюза на българските писатели, на наградата „Вапцаров“, на наградата „Найден Геров“ на Дружеството на русистите в България и др.